# Chuck Schuldiner
Chuck Schuldiner, właśc. Charles Michael Schuldiner (ur. 13 maja 1967 w Nowym Jorku, zm. 13 grudnia 2001 tamże) – amerykański gitarzysta i wokalista, założyciel grup muzycznych Death, Control Denied. Obecnie uważany jest za jednego z pionierów muzyki deathmetalowej, jak i prekursora technicznego oraz progresywnego death metalu. Często określany mianem „ojca death metalu”.
W maju 1999 roku zdiagnozowano u Schuldinera nowotwór mózgu. Opieka medyczna została sfinansowana m.in. przez fanów zespołu Death oraz muzyków takich jak Dave Grohl, Ozzy Osbourne czy Scott Ian. Mimo długiej i kosztownej terapii muzyk zmarł 13 grudnia 2001 tuż po zarejestrowaniu ścieżek gitary elektrycznej na drugi studyjny album grupy Control Denied pt. When Machine And Man Collide.
W 2004 roku muzyk został sklasyfikowany na 20. miejscu listy 100 najlepszych gitarzystów heavymetalowych wszech czasów według magazynu Guitar World.

## Dyskografia
Chuck Schuldiner
- Zero Tolerance (2004, Karmageddon Media)

Voodoocult
- Killer Patrol (1994, singel, Motor Music)
- Metallized Kids (1994, singel, Motor Music)
- Jesus Killing Machine (1994, album, Motor Music)

## Filmografia
- 666 – At Calling Death (1993, film dokumentalny, reżyseria: Matt Vain)